# Wilmington (Severní Karolína)
Wilmington je přístavní město v okresu New Hanover County ve státě Severní Karolína ve Spojených státech amerických. Jde o osmé nejlidnatější město v Severní Karolíně a 241. nejlidnatější město ve Spojených státech. Leží mezi Atlantským oceánem a řekou Cape Fear.
K roku 2020 zde žilo 115 451 obyvatel. S celkovou rozlohou 137 km² byla hustota zalidnění 867 obyvatel na km². Město bylo pojmenováno po Spenceru Comptonovi. Ve městě několik let žil americký prezident Woodrow Wilson. V minulosti bylo město nejlidnatějším městem v Severní Karolíně.